# Zethenia chosenaria
Zethenia chosenaria är en fjärilsart som beskrevs av Felix Bryk 1948. Zethenia chosenaria ingår i släktet Zethenia och familjen mätare. Inga underarter finns listade i Catalogue of Life.